# Березнюватка
Березнюватка, Берестувата — річка в Україні, ліва притока Вовчої у Павлоградському районі Дніпропетровської області. Сточище Дніпра. 
Довжина 19 км. Площа сточища 321 км². Похил річки 1,8 м/км.
Відстань від гирла Вовчої до гирла Березнюватки — 0,9 км.